# Angie Miller
Angela Kristine "Angie" Miller (nascida em 17 de fevereiro de 1994) é uma cantora e compositora americana. Ela ficou em terceiro lugar na décima segunda temporada do American Idol, e anunciou planos de lançar carreira como cantora e atriz. Ela assinou contrato como compositora com a ‘’Universal Music Publishing Group’’ (UMPG) e está atualmente buscando uma gravadora para lançar seu primeiro álbum.

## Vida e carreira

### 1994–2011: Infância e adolescência
Angela Kristine Miller nasceu em Beverly, Massachusetts, subúrbio de Boston. Seu pai, Guy, e a sua mãe, Tana, foram criados na Pennsylvania e se formaram na ‘’Valley Forge Christian College’’ em Phoenixville, Pennsylvania. O casal se mudou para Massachusetts depois que Guy frequentou o Gordon-Conwell Theological Seminary em South Hamilton para se preparar para ser ordenado Pastor. Os Miller serviram em igrejas em Lynfield e Cape Cod,  onde residiram por oito anos, antes de se tornarem co-pastores na ‘’Remix Church’’, uma filial do grupo protestante Assembléias de Deus, em Salem. Angie tem um irmão, Jonathan, que é dois anos mais velho que ela. Ele é integrante da banda de rock ‘’Exiting the Fall’’. Logo na infância, médicos diagnosticaram que a cantora sofria de 40% de surdez no ouvido esquerdo e 20% no direito, após descobrirem que a membrana protetora de seus tímpanos havia desaparecido. Consequentemente, ela utilizou aparelho auditivo e, um mês antes de sua audição no American Idol, encomendou protetores auriculares. A situação de Miller afetou seu canto, obstruindo a escuta de sons ambientes, mas não da própria voz. Ela disse que aprendeu a lidar com isso dois anos antes de sua audição no American Idol.Em janeiro de 2013, sua mãe revelou ao The Salem News que uma terceira cirurgia para transplantar uma membrana para seu tímpano seria necessária, quando Angie saísse do reality show.
Quando criança, Angie foi exposta à música gospel na igreja e vários outros estilos em casa.Os Miller são uma família musical: Guy toca teclado, Tana toca violão e Jonathan toca múltiplos instrumentos. Assistindo-os tocarem, Angie desenvolveu um interesse por cantar e compor cedo, dando o nome de ‘’Little Sparkle Dress’’ à sua primeira tentativa aos seis anos de idade. Seu engajamento no teatro infantil fez florecer seu desejo de performar. Aos nove anos, Angie se tornou uma ávida fã do reality show de competição musical American Idol, após assistir à final da segunda temporada, o que a fez desejar entrar na competição um dia. Ela inicialmente começou a tocar violão, mas mudou para o piano depois de ter aulas com um instrutor em Cape Cod. Apesar de nunca ter tido aulas de canto, ela melhorou sua técnica com ajuda de sua mãe e seu irmão. Angie frequentou a Beverly High School de 2008 a 2012, envolvendo-se com o coral e o teatro na escola, participando das peças The Will Rogers Follies, My Fair Lady e Thoroughly Modern Millie. Ela participou ativamente na igreja de seu pai, cantando. Em 2011, Angie ficou em sétimo lugar entre mais de 1000 candidatos na categoria solo feminina  no Festival de Belas Artes das Assembléias de Deus em Phoenix, Arizona, recebendo depois três propostas de bolsas de estudo de universidades cristãs, incluindo a que ela mais queria, Southwestern Assemblies of God University, em Waxahachie, Texas. Apesar disso, após cuidadosa deliberação, ela as rejeitou para participar do American Idol, quando ela terminasse o ensino médio. Ela também trabalhou numa lanchonete de fast-food no Northshore Mall em Peabody, e administrou uma canal popular no Youtube, onde postava covers de sucessos atuais.

### 2012–13:American Idol
Angie fez o teste para participar da décima segunda temporada do American Idol em setembro de 2012 no Prudential Center em Newark, New Jersey, onde ela recebeu um ticket dourado (dado aos que são aprovados para a fase seguinte). Durante a última etapa em Hollywood, Angie optou por cantar sua música "You Set Me Free" no piano, e obteve elogios dos jurados. Primeiramente apresentada como Angela, ela mais tarde adotou o nome ’’Angie’’. Angie se apresentou sem o piano na fase seguinte, e não agradou aos jurados. Ela voltou ao piano ao chegar no Top 7. No decorrer do programa, Angie cantou músicas de Jessie J, Beyoncé Knowles, Colton Dixon entre outros, dominou redes sociais mais expressivamente que seus concorrentes, e foi comparada com a cantora Miley Cyrus por sua semelhança física. Angie era considerada uma favorita da audiência, sendo diversas vezes uma das mais votadas e tornando-se a única candidata a não ficar entre os menos votados, até sua eliminação no Top 3. Sua eliminação foi descrita como “chocante” e “surpreendente”, e a vitória de Kree Harrison foi  atribuida ao apoio do Vote for the Worst, à classe média americana, e a votos de pena causados por seu vídeo de volta-à-casa. Kevin Rutherford da Billboard disse que a eliminação da cantora foi causada por sua inabilidade de superar sua performance de "You Set Me Free". Outros citaram sua escolha de cantar "Sorry Seems to Be the Hardest Word" de Elton John, sem o piano, como causador de sua saída. Para sua última performance, Angie repetiu sua versão de ‘’Never Gone’’ de Colton Dixon, em lágrimas, sem conseguir cantar em alguns momentos, sendo em seguida abraçada por sua família no palco. Após sua eliminação, ela expressou seu choque com o resultado, mas disse que ambas as finalistas mereciam estar ali.

#### Performances e resultados
| American Idol 12ª temporada performances e resultados | American Idol 12ª temporada performances e resultados | American Idol 12ª temporada performances e resultados           | American Idol 12ª temporada performances e resultados | American Idol 12ª temporada performances e resultados | American Idol 12ª temporada performances e resultados |
| Episódio                                              | Tema                                                  | Música                                                          | Artista original                                      | Ordem                                                 | Resultado                                             |
| ----------------------------------------------------- | ----------------------------------------------------- | --------------------------------------------------------------- | ----------------------------------------------------- | ----------------------------------------------------- | ----------------------------------------------------- |
| Audição                                               | Escolha do candidato                                  | "Mamma Knows Best"                                              | Jessie J                                              | N/A                                                   | Advanced                                              |
| Fase de Hollywood, Parte 1                            | A Capella                                             | "Who You Are"                                                   | Jessie J                                              | N/A                                                   | Advanced                                              |
| Fase de Hollywood, Parte 2                            | Performance Grupal                                    | "Be My Baby" with Janelle Arthur, Kez Ban and Breanna Steer     | The Ronettes                                          | N/A                                                   | Advanced                                              |
| Fase de Hollywood, Parte 3                            | Solo                                                  | "You Set Me Free"                                               | Angie Miller                                          | N/A                                                   | Advanced                                              |
| Fase de Las Vegas                                     | Escolha Pessoal                                       | "Nobody's Perfect"                                              | Jessie J                                              | 8                                                     | Advanced                                              |
| Top 20 (10 Mulheres)                                  | Escolha Pessoal                                       | "Never Gone"                                                    | Colton Dixon                                          | 6                                                     | Advanced                                              |
| Top 10 Revelado                                       | Música da Vitória                                     | "I Was Here"                                                    | Beyoncé Knowles                                       | 8                                                     | Advanced                                              |
| Top 10                                                | Músicas de Ídolos Americanos                          | "I Surrender"                                                   | Celine Dion                                           | 4                                                     | Top 3                                                 |
| Top 9                                                 | The Beatles                                           | "Yesterday"                                                     | The Beatles                                           | 7                                                     | Safe                                                  |
| Top 8                                                 | Músicas de Motor City                                 | "I'm Gonna Make You Love Me" com Candice Glover e Amber Holcomb | Dee Dee Warwick                                       | 6                                                     | Safe                                                  |
| Top 8                                                 | Músicas de Motor City                                 | "Shop Around"                                                   | The Miracles                                          | 8                                                     | Safe                                                  |
| Top 7                                                 | Rock                                                  | "Crazy Little Thing Called Love" com Lazaro Arbos               | Queen                                                 | 2                                                     | Top 3                                                 |
| Top 7                                                 | Rock                                                  | "Bring Me to Life"                                              | Evanescence                                           | 10                                                    | Top 3                                                 |
| Top 6                                                 | Burt Bacharach e Hal David                            | "Anyone Who Had a Heart"                                        | Dionne Warwick                                        | 1                                                     | Safe                                                  |
| Top 6                                                 | Músicas Que Desejavam Ter Escrito                     | "Love Came Down"                                                | Brian Johnson                                         | 7                                                     | Safe                                                  |
| Top 5                                                 | Ano Em Que Nasceram                                   | "I'll Stand by You"                                             | The Pretenders                                        | 4                                                     | Safe                                                  |
| Top 5                                                 | Divas                                                 | "Halo"                                                          | Beyoncé Knowles                                       | 9                                                     | Safe                                                  |
| Top 4                                                 | Escolha do Candidato                                  | "Who You Are"                                                   | Jessie J                                              | 4                                                     | Safe                                                  |
| Top 4                                                 | Escolha do Candidato                                  | "Stay" com Candice Glover                                       | Rihanna featuring Mikky Ekko                          | 6                                                     | Safe                                                  |
| Top 4                                                 | Artistas de Um Só Sucesso                             | "Cry Me a River"                                                | Julie London                                          | 10                                                    | Safe                                                  |
| Top 41                                                | Músicas de Ontem, Hoje e Sempre                       | "Diamonds"                                                      | Rihanna                                               | 1                                                     | Safe                                                  |
| Top 41                                                | Músicas de Ontem, Hoje e Sempre                       | "Someone to Watch Over Me"                                      | Gertrude Lawrence                                     | 5                                                     | Safe                                                  |
| Top 41                                                | Músicas de Ontem, Hoje e Sempre                       | "Wings" com Candice Glover, Kree Harrison e Amber Holcomb       | Little Mix                                            | 9                                                     | Safe                                                  |
| Top 3                                                 | Escolha de Jimmy Iovine                               | "Sorry Seems to Be the Hardest Word"                            | Elton John                                            | 3                                                     | Eliminated                                            |
| Top 3                                                 | Escolha dos Jurados                                   | "Try"                                                           | Pink                                                  | 5                                                     | Eliminated                                            |
| Top 3                                                 | Escolha dos Produtores                                | "Maybe"                                                         | Emeli Sandé                                           | 7                                                     | Eliminated                                            |

- ↑Note 1  Devido a não-eliminação surpresa, o Top 4 permaneceu intacto por mais uma semana.

### 2013: Início da carreira
Após sua eliminação no American Idol, Angie anunciou planos de lançar sua carreira musical o mais cedo possível, assim como uma eventual carreira como atriz. Sobre seu interesse em lançar seu primeiro álbum, Angie revelou que gostaria de compor ou co-compor todo o material e pretende mostrar todos os lados de sua personalidade, de um jeito artístico e elaborado, o que ela julga estar em falta na indústria musical atual. Ela explicou, “Eu quero ter músicas que tenham significado e que sejam reais. Eu não quero ter músicas dance, de boate, mas ao mesmo tempo eu não quero por as pessoas para dormir. Eu quero incorporar o som do piano com uma certa agressividade. Eu sei a mensagem que eu quero passar e eu sei o tipo de música que eu quero fazer. Mal posso esperar para mostrar isso para as pessoas.” As três finalistas – Angie, Candice Glover e Kree Harrison – gravaram segunda voz em uma música do décimo quarto álbum da jurada Mariah Carey, mas ainda está para ser confirmado se a faixa entrará na listagem final. Em 17 de maio de 2013, posteriormente ao final do programa, Angie lançou seu primeiro single "You Set Me Free"  digitalmente, através de seu contrato com o American Idol com a 19 Recordings. Em 22 de maio de 2013, surgiu a notícia de que Angie havia assinado um contrato como compositora com a Universal Music Publishing Group (UMPG), e estava buscando uma gravadora para lançar seu primeiro álbum. Juntamente com os candidatos que formaram o Top 11, Angie embarcou na ‘’American Idols LIVE! Tour 2013’’, de julho a agosto de 2013.
Em 3 de dezembro de 2013, Angie lança seu single de natal, incluindo a canção original "This Christmas Song" e um cover de "O Holy Night."

### 2014: The New EP- Weathered
Em 2014 Angie anunciou que lançará em Novembro seu primiro EP chamado: "Weathered".
A tática escolhida pela cantora e sua equipe de produção foi a de autogravação, ou seja, Angie escolheu lançar seu EP através do site Plesge Music (http://www.pledgemusic.com/projects/angiemiller), pelo qual os fãs comprando algum dos produtos oferecidos (tais como Cds, posters, camisetas, capinhas de Iphone, chamadas de Skype e etc) ajudarão na confexão e gravação de seu novo EP.
No dia 13 de Outubro Angie anunciou que fará um show de lançamento do novo EP. O evento ocorrerá em Boston no dia 28 de Novembro no Brigthon Mussic Hall e os ingressos poderão ser adquiridos em breve pelo site https://web.archive.org/web/20060209041446/http://www.ticketmaster.com/.

## Discografia

### Singles
| Nome                  | Ano  |
| --------------------- | ---- |
| "You Set Me Free"     | 2013 |
| "This Christmas Song" | 2013 |

## Turnês
- 2013: American Idols LIVE! Tour 2013